# Larry Guth
Lawrence David Guth ( /guːθ/; nacido en 1977) es profesor de matemáticas en el Instituto Tecnológico de Massachusetts.

## Educación y carrera
Guth se graduó en Yale en 2000, con una licenciatura en matemáticas. 
En 2005, obtuvo su doctorado en matemáticas en el Instituto Tecnológico de Massachusetts, donde estudió la geometría de objetos con formas aleatorias bajo la supervisión de Tomasz Mrowka.
Después del MIT, Guth fue a Stanford como investigador postdoctoral y más tarde a la Universidad de Toronto como profesor asistente. 
En 2011, el Instituto Courant de Ciencias Matemáticas de la Universidad de Nueva York contrató a Guth como profesor, enumerando sus áreas de interés como "geometría métrica, análisis armónico y combinatoria geométrica". 
En 2012, Guth se trasladó al MIT, donde es profesor de Matemáticas Claude Shannon. 

## Investigación
En su investigación, Guth ha fortalecido la desigualdad sistólica de Gromov para variedades esenciales  y, junto con Nets Katz, encontró una solución al problema de distancias distintas de Erdős. Sus intereses incluyen la conjetura de Kakeya y la desigualdad sistólica.

## Reconocimiento
Guth ganó una beca Alfred P. Sloan en 2010. Fue orador invitado en el Congreso Internacional de Matemáticos en India en 2010, donde habló sobre geometría sistólica.
En 2013, la Sociedad Matemática Americana le otorgó a Guth su Premio Salem anual, citando sus "importantes contribuciones a la geometría y la combinatoria".
En 2014 recibió el premio Simons Investigator Award. En 2015 recibió el Premio de Investigación Clay.
Fue incluido en la clase de 2019 de miembros de la American Mathematical Society "por sus contribuciones al análisis armónico, la combinatoria y la geometría, y por la exposición de matemáticas de alto nivel". 
El 20 de febrero de 2020, la Academia Nacional de Ciencias anunció que Guth es el primer ganador de su nuevo Premio Maryam Mirzakhani en Matemáticas, de $20,000, para matemáticos de mediana carrera. La cita indica que su premio es "por desarrollar conexiones sorprendentes, originales y profundas entre geometría, análisis, topología y combinatoria, que han llevado a la solución o avances importantes en muchos problemas destacados en estos campos". Fue uno de los tres ganadores del Premio Memorial Bôcher 2020. En 2021, fue elegido miembro de la Academia Nacional de Ciencias de EE. UU.

## Personal
Es hijo de Alan Guth, un físico teórico conocido por la teoría de la inflación en cosmología. 

## Trabajo
- Metaphors in systolic geometry: the video
- Guth, Larry (2011), «Volumes of balls in large Riemannian manifolds», Annals of Mathematics, 2nd ser. 173 (1): 51-76, doi:10.4007/annals.2011.173.1.2.
- Guth, Larry; Katz, Nets Hawk (2010), «Algebraic methods in discrete analogs of the Kakeya problem», Advances in Mathematics 225 (5): 2828-2839, doi:10.1016/j.aim.2010.05.015.
- Guth, Larry (2010), «Systolic inequalities and minimal hypersurfaces», Geometric and Functional Analysis 19 (6): 1688-1692, doi:10.1007/s00039-010-0052-0.
- Guth, Larry (2010), «The endpoint case of the Bennett–Carbery–Tao multilinear Kakeya conjecture», Acta Mathematica 205 (2): 263-286, doi:10.1007/s11511-010-0055-6.
- Guth, Larry (2009), «Minimax problems related to cup powers and Steenrod squares», Geometric and Functional Analysis 18 (6): 1917-1987, doi:10.1007/s00039-009-0710-2.
- Guth, Larry (2008), «Symplectic embeddings of polydisks», Inventiones Mathematicae 172 (3): 477-489, Bibcode:2008InMat.172..477G, doi:10.1007/s00222-007-0103-9.
- Guth, Larry (2007), «The width-volume inequality», Geometric and Functional Analysis 17 (4): 1139-1179, doi:10.1007/s00039-007-0628-5..
- Guth, Larry; Katz, Nets Hawk (2015), «On the Erdős distinct distance problem on the plane», Annals of Mathematics 181 (1): 155-190, doi:10.4007/annals.2015.181.1.2.
- Guth, Larry (2016). Polynomial Methods in Combinatorics. American Mathematical Society. ISBN 978-1-4704-2890-7.[19]